# الميفاع (الصومعة)

تعديل مصدري - تعديل

الميفاع هي إحدى قرى عزلة ال الثرياء بمديرية الصومعة التابعة لمحافظة البيضاء، بلغ تعداد سكانها 845 نسمة حسب تعداد اليمن لعام 2004.